# Pseudouroctonus brysoni
Espèce
Pseudouroctonus brysoni est une espèce de scorpions de la famille des Vaejovidae.

## Distribution
Cette espèce est endémique du Texas aux États-Unis. Elle se rencontre dans le comté de Jeff Davis.

## Description
Le mâle holotype mesure 26,55 mm.

## Étymologie
Cette espèce est nommée en l'honneur de Robert W. Bryson.

## Publication originale
- Ayrey & Soleglad, 2017 : « A New Species of the apacheanus Group of Genus Pseudouroctonus from Western Texas (Scorpiones: Vaejovidae). » Euscorpius, no 237, p. 1–23 (texte intégral).